# Epirhyssa chlora
Epirhyssa chlora là một loài tò vò trong họ Ichneumonidae.